# GNU Solidario
GNU Solidario es una organización no gubernamental fundada por Luis Falcón el 23 de noviembre de 2009 para promover el uso del software libre en el campo de la Salud Pública y de la Educación. Actualmente está enfocada a la medicina social y los derechos de los animales

## Historia
GNU Solidario nace en Argentina a seguido de proyectos de software libre en el campo de la educación en las áreas rurales. La primera misión tuvo lugar el 6 de octubre del 2006 en los colegios de Santiago del Estero. El proyecto se llamaba Linux Solidario. Aquella misión inspiró la creación y el desarrollo de GNU Health, y Luis Falcón se dedicó a la investigación de una solución dedicada a la Medicina Social y a la Asistencia Primaria.
Ese evento llevó a Luis Falcón a enfocarse en Medicina social y Salud Pública, y trabajar con profesionales de la salud y gobiernos para mejorar la vida de los más desfavorecidos. En octubre de 2009, la organización se registró oficialmente en Las Palmas de Gran Canaria, España, donde actualmente tiene su sede.
En 2010, GNU Solidario celebra la primera edición del International Workshop on eHealth in Emerging Economies -IWEEE-. Desde entonces, IWEEE ha sido un punto de encuentro para organizaciones multilaterales y humanitarias como Cruz Roja, Organización Mundial de la Salud, Médicos Sin Fronteras, War Child, Universidad de las Naciones Unidas o Caritas Internationalis, así como para universidades de todo el mundo.

## Proyectos y Actividades
IWEEE
Workshop Internacional sobre la e-Salud en las Economías Emergentes: una conferencia anual de software libre en los campos de la Sanidad y de la Medicina Social. El workshop promueve el software libre como una solución efectiva y ética para abastecer una visión global y equa de la sanidad.
El International Workshop on e-Health in Emerging Economies es una conferencia independiende, a veces tenida durante otros eventos. En 2010 y 2011 el evento fue bianual. Desde 2012 se ha vuelto en conferencia anual.
| Año                | Lugar                              |                          |
| ------------------ | ---------------------------------- | ------------------------ |
| Febrero de 2010    | Las Palmas de Gran Canaria, España |                          |
| Noviembre de 2010  | Foz do Iguaçú, Brasil              |                          |
| Abril de 2011      | Luxemburgo                         |                          |
| Octubre de 2011    | Foz do Iguaçu, Brasil              |                          |
| Enero de 2012      | Granada, España                    |                          |
| Enero de 2013      | Las Palmas de Gran Canaria, España |                          |
| Mayo de 2014       | Las Palmas de Gran Canaria, España |                          |
| Septiembre de 2015 | Las Palmas de Gran Canaria, España |                          |
| Noviembre de 2016  | Las Palmas de Gran Canaria, España |                          |
| Noviembre de 2017  | Las Palmas de Gran Canaria,España  |                          |
| Noviembre de 2018  | Las Palmas de Gran Canaria, Spain  | GNUHealthCon             |
| Diciembre de 2019  | Liège, Belgium                     | GNUHealthCon / OrthanCon |
| Noviembre de 2020  | Conferencia en Internet            | GNUHealthCon             |
| Diciembre de 2021  | Conferencia en Internet            | GNUHealthCon             |
| Noviembre de 2022  | Las Palmas de Gran Canaria, Spain  | GNUHealthCon / OrthanCon |

GNUHealthCon
Conferencia anual de tres días que llama a recogida entusiastas y desarrolladores del Free/Libre Health & Hospital Information System, con sesiones a tema y laboratorios gratuitos.
Social Medicine Awards
La ceremonia de Social Medicine Awards es parte de GNUHealthCon, organizado por GNU Solidario. Los premios reconocen el rol activo de individuos y organizaciónes en emjorar la vida de los desamparados. Hay tres categorías:
- Persona Excepcional
- Implementación de GNU Health
- Organización
| Año  | Individuo                 | Organización                                  | Implementación de GNU Health                  |
| ---- | ------------------------- | --------------------------------------------- | --------------------------------------------- |
| 2016 | Richard Stallman          | Cruz Roja                                     | Centro de Rehabilitación Médica de Laos (CMR) |
| 2017 | Lorena Enebral            | Universidad Nacional de Entre Ríos            | Centro Médico de Bikop                        |
| 2018 | Jose Caminero Luna        | Proyecto Tor                                  | Hospital del distrito de Bafia                |
| 2019 | Aaron Swartz              | Animal Free Research UK                       | Ministerio de Salud de Jamaica                |
| 2020 | Angela Davis              | Proactiva Open Arms                           | Municipalidad de Diamante, Argentina          |
| 2021 | Luna Reyes Segura         | Physicians Committee for Responsible Medicine | Insolàfrica                                   |
| 2022 | Teresita Guadalupe Calzia | Franz Weber Foundation                        | Cirugía Solidaria                             |

GNU Health
```
 Artículo principal 
GNU Health
```

Sistema Libre de Salud e Información Hospitalaria. Adoptado por la Universidad de las Naciones Unidas y por los sistemas sanitarios de diversas naciones de África, Asia, y Sudamérica, es un paquete oficial GNU de la Free Software Foundation.
En 2011 fue galardonado con el Social benefit award for Best Project of Social Benefit por la Free Software Foundation en Libre Planet 2012 en la University of Massachusetts Boston

## Otras Noticias y Artículos
- Página Web del Ministry of Health of Jamaica sobre Health Informatics
- Charla en LibrePlanet 2018: Free Software as a catalyst for liberation, social justice, and social medicine.
- Artículo en The Hindu: Cheaper health care with free software
- Video : Luis Falcón charla sobre GNU Health en Harvard / MIT Global Health Informatics to Improve Quality of Care course. February 2015
- GNU Health : Helping Governments in the fight against Social Diseases . Luis Falcon speech at OSC2014. Tokyo, Japan. 19 de octubre de 2014
- Luis Falcón: Cuando rompamos los grilletes digitales, generaremos un mundo más igualitario. Artículo en Ethical Magazine, 8 de agosto de 2013
- Luis Falcón: Sin Salud Pública no hay Desarrollo. Artículo en La Provincia (Canarias), 3 de julio de 2013
- GNU Health: Improving Children's and Mother's lives with Free Software
- Artículo en El Mundo: Liberar la salud con "software"
- GNU Health é software livre para uso na área de saúde.- Linux Magazine Brasil Oct 2011
- TechRepublic. 10 open source projects that could really use a donation
- GNU Health at the United Nations University
- Article in Linux Magazine: Projects on the Move
- Artículo en El Mundo: Liberar la salud con "software"
- GNU Health en Hospitales Públicos. Ministerio de Salud de Entre Ríos
- ALPI es pionero en la informática médica de Argentina gracias a la implementación del Software Libre: GNU Health Archivado el 3 de marzo de 2016 en Wayback Machine.
- Success of GNU Health goes beyond free software